# Tapejara
Il tapejara (gen. Tapejara) era uno pterosauro vissuto nel Cretaceo inferiore (circa 110 milioni di anni fa) in Sudamerica. Il suo nome deriva dalla stessa parola Tupi, che significa "l'essere [vivente] antico").

## Teste a scure e teste a vela
Nonostante il corpo fosse quello di un tipico pterosauro pterodattiloide (con lunghe ali membranose, zampe posteriori corte e coda ancora più corta), l'aspetto di questo animale era davvero insolito per via del cranio. Esso aveva un aspetto vagamente "a scure", alto e corto, con due carene sottilissime poste su mascella e mandibola. La prima specie scoperta, Tapejara wellnhoferi, aveva un cranio corto e dotato di una breve cresta all'indietro. Successivamente sono state scoperte altre due specie, T. imperator e T. navigans, dotate di strutture ancora più vistose: T. imperator aveva due lunghe "spine" ossee che uscivano dalla nuca e dal muso. Impronte di tessuti soffici dimostrano che queste spine reggevano una struttura ancor più grande, costituita da cheratina. T. navigans, invece, era dotato di una cresta simile ma enormemente sviluppata in altezza, priva di "corni".

## Segnali di riconoscimento
Le varie specie di Tapejara differivano tra di loro nella forma delle creste, ma anche nelle dimensioni, che variavano dal metro e mezzo di apertura alare di T. wellnhoferi ai sei metri di T. imperator. Le strutture poste sul capo delle varie specie erano usate probabilmente come segnali intraspecifici, nello stesso modo in cui i tucani odierni usano il loro becco. Forse anche il becco e le "vele" dei tapejara erano dotati di colori vivaci come quelli dei tucani.

## Alimentazione
Si è ipotizzato che i tapejara, data la forma del becco dei primi esemplari rinvenuti, potessero essere pterosauri frugivori; avrebbero spolpato i frutti con le loro alte e potenti mascelle sdentate. In seguito, grazie alle scoperte delle altre specie dotate di creste più grandi, si è pensato che potessero essere creature ittivore come la maggior parte degli altri pterosauri del Cretaceo. Il dibattito, in ogni caso, rimane aperto.